# Tetragonala kristallsystemet

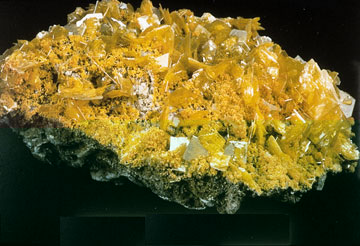
Ett exempel på tetragonala kristaller, wulfenit

Inom kristallografi är det tetragonala kristallsystemet ett av de 7 kristallsystemen. Tetragonala kristallgitter kan anses uppstå genom att ett kubiskt gitter sträcks längs en av dess riktningsvektorer, så att kuben blir ett rektangulärt prisma med en kvadratisk bas (med sidan a) och höjd c (vilken skiljer sig från a), vilket ger kristallformer som fyrsidiga prismor, pyramider, dubbelpyramider, åttasidiga pyramider och trapetsoedrar.
Några exempel på mineral ur detta system är kopparkis, zirkon, wulfenit och apofylit.